# Veronika Simoniti
Veronika Simoniti (* 20. Oktober 1967 in Slovenj Gradec, SFRJ) ist eine slowenische Übersetzerin und Schriftstellerin. 

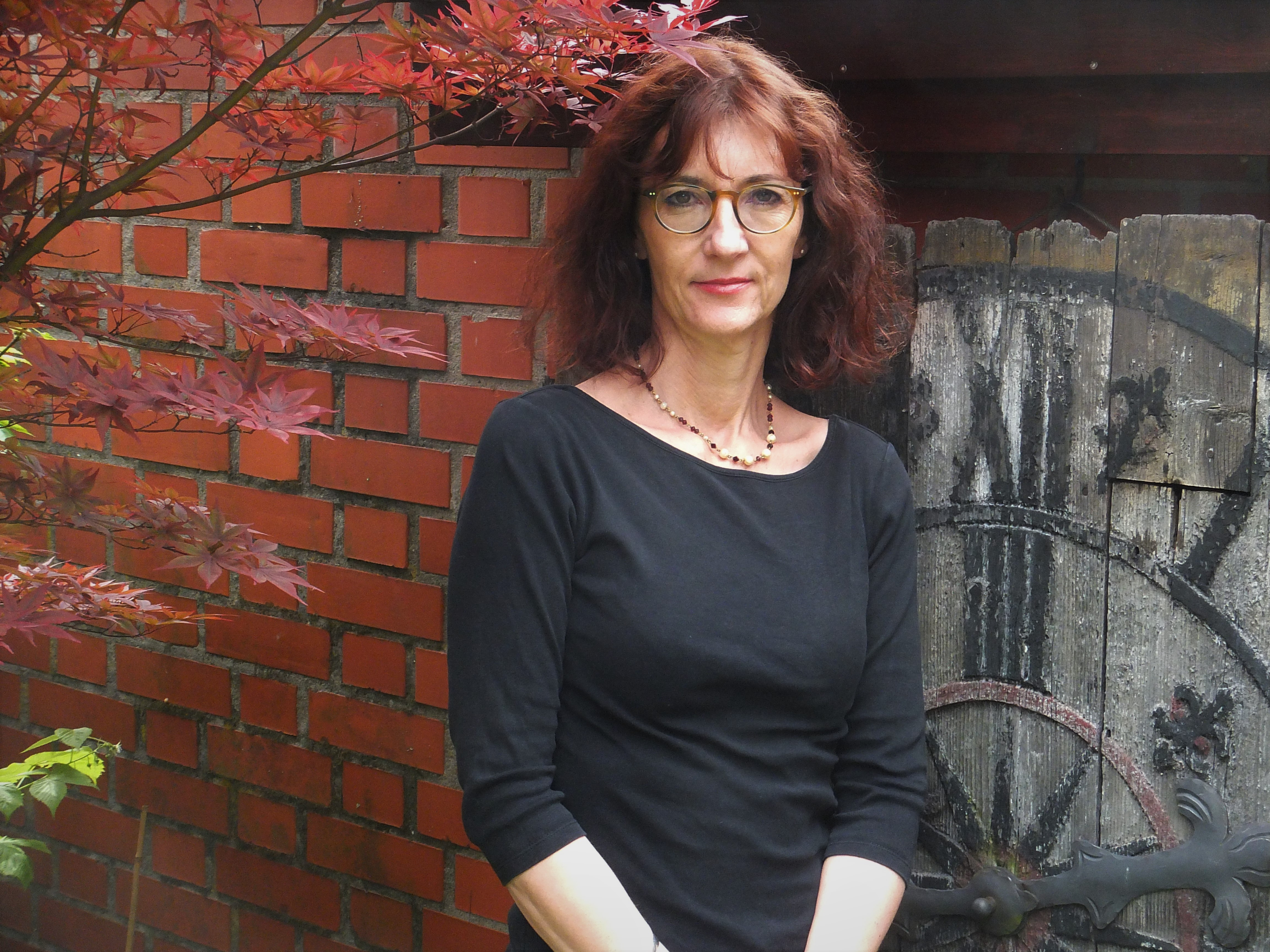
Veronika Simoniti

## Leben und Werk
Nach ihrem Romanistikstudium (Französisch und Italienisch) in Ljubljana arbeitete Simoniti von 1994 bis 2009 als freie Kulturschaffende, Italienischlektorin und literarische Übersetzerin. Simoniti übersetzt aus dem Italienischen und Französischen, zu ihren übersetzten Autoren zählen u. a. Italo Calvino, Claudio Magris, Diego Marani, Salvatore Niffoi, Andrea Camilleri und Tzvetan Todorov.
Simoniti begann ihre literarische Karriere mit dem Schreiben von Märchen, die auch für Radioproduktionen vertont wurden. Seit 2000 veröffentlicht Simoniti Prosa, mit der Kurzgeschichte Metuljev zaliv (Die Schmetterlingsbucht) gewann sie noch im selben Jahr eine Ausschreibung der Literaturzeitschrift Literatura. Für ihr 2005 erschienenes Debüt Zasukane štorije (Verdrehte Geschichten) wurde sie für den Preis des besten Erstlingswerks der Slowenischen Buchmesse nominiert. In den zwei darauffolgenden Jahren war sie in der engeren Auswahl für den Fabula-Preis für die beste slowenische Kurzprosasammlung. 2011 erschien ihr zweiter Kurzgeschichtenband Hudičev jezik (dt. Teufelssprache, 2018), 2014 folgte der Roman Kameno seme (Steinsamen), der ihr eine Nominierung für den Kresnik-Preis der Tageszeitung Delo für den besten slowenischen Roman des Jahres einbrachte. Diesen erhielt sie schließlich 2020 für den 2019 veröffentlichten Roman Ivana pred morjem (Ivana vor dem Meer). Der Kurzprosaband Fugato erschien im selben Jahr und wurde für den Novo mesto-Preis für den besten Kurzgeschichtenband des Jahres nominiert. Simoniti ist in mehreren slowenischen und internationalen Anthologien vertreten.
Seit 2014 betreut Simoniti den zweisprachigen Blog für den slowenisch-italienischen Literaturaustausch La casa di carta – Papirnata hiša (Haus aus Papier). Darüber hinaus moderiert sie gelegentlich literarische Veranstaltungen, vor allem in Zusammenhang mit italienischer Literatur. Sie lebt und arbeitet in Ljubljana.

## Werke
- Zasukane štorije. Ljubljana, 2005.
- Hudičev jezik. Ljubljana, 2011.
  - dt. Übersetzung: Teufelssprache. Ljubljana, 2017. Übersetzt von Tamara Kerschbaumer.
- Kameno seme. Maribor, 2014
- Ivana pred morjem. Ljubljana, 2019.
- Fugato. Maribor, 2019.